# Forsvarets Medalje
Forsvarets medalje var en medalje, der blev tildelt personer, der havde udført en fortjenstfuld indsats for Forsvaret udenfor landets grænser i krigszoner, hvor der var udstationeret danske tropper. Medaljen blev også tildelt for tjeneste i missioner, som Danmark deltog i, men hvor der officielt ikke blev uddelt nogen specifik deltagelsesmedalje. Den blev indstiftet i 1991. De første der fik tildelt medaljen var besætningen på korvetten Olfert Fischer, efter de havde deltaget i Golfkrigen.
Medaljen kunne også tildeles posthumt; den var personlig ejendom og skulle derfor heller ikke returneres efter en levende modtagers død. Siden 2002 kunne personel, som havde modtaget Forsvarets medalje, blive tildelt i grader. Graderne var struktureret sådan, at personel, som havde gjort en særlig indsats for forsvaret vil blive uddelt i tre forskellige grader:
1. Forsvarets medalje i guld med egeløv, tildelt personel, både militært og civilt, som havde udført en særegen eller ekstraordinær indsats.
2. Forsvarets medalje i sølv med egeløv, tildelt personel, som havde udført en meget flot indsats.
3. Forsvarets medalje, som tildeles personel, som havde deltaget i en mission, uden at have fået en specifik deltagermedalje.

Skulle medaljen tildeles som missionsmedalje for anden eller tredje gang, blev medaljen tildelt med henholdsvis sølv- og guldegeløv.

## Nye medaljer
Forsvarets Medalje er i dag udgået. I 2007 var der en diskussion om at man skulle lave nye medaljer i Forsvaret. Nogle officerer mente at formålet med Forsvarets Medalje var blevet udvandet, fordi den blev delt ud til så mange, så medaljens værdi var mistet . Det førte til en omstrukturering af Forsvarets Medaljer i 2010, så der kom 7 nye medaljer : 
- Forsvarsministerens Medalje
- Forsvarets medalje for Tapperhed
- Forsvarets Medalje for Fremragende Tjeneste
- Forsvarets Medalje for Faldne i Tjeneste
- Forsvarets Medalje for Sårede i Tjeneste
- Forsvarets Medalje for Fortjenstfuld Indsats
- Forsvarets Medalje for International Tjeneste